# Arthur Beier
Arhtur Beier (Karlsruhe, 15 februari 1880 – Malancourt, 31 januari 1917) was een Duits voetballer. 

## Biografie
Beier begon zijn carrière bij Karlsruher FC Phönix. In 1899 speelde hij mee in een wedstrijd van Duitsland tegen Engeland, dat echter niet erkend wordt als officiële interland. Nadat ¨hij in Stuttgart ging studeren speelde hij daar enkele jaren. Als professor pedagogie speelde hij ook enige tijd voor 1. Kieler FV 1900 en zelfs voor het Franse Calais. In Kiel was hij medeverantwoordelijk voor de oprichting van de eerste Kielse voetbalclub. In 1904 keerde hij terug naar Karlsruhe en zo ook naar zijn eerste club Phönix.  
Nadat de club stadsrivaal KFV steeds moest laten voorgaan in de competitie konden ze in 1909 regionaal kampioen worden. In de Zuid-Duitse eindronde konden ze ook de titel veroveren zodat ze deelnamen aan de nationale eindronde. In de kwartfinale tegen 1. FC 1894 München-Gladbach stond het al 0-4 toen hij nog een goal maakte kort voor het affluiten. Hoewel Phönix in de halve finale brandhout maakte van SC Erfurt 1895 (9-1), slaagde Beier er niet in te scoren in deze wedstrijd. In de finale namen ze het op tegen titelverdediger Berliner TuFC Viktoria 89 en droeg Beier de kapiteinsband. Hoewel Willi Worpitzky de hoofdstedelingen op voorsprong bracht kon Arthur Beier de gelijkmaker binnen trappen in de 30ste minuut. Met nog twee goals van Wilhelm Noë en een goal van Hermann Leibold stond het 4-1 voor Phönix. Helmut Röpnack kon nog de aansluitingstreffer maken, maar Phönix had de titel binnen. 
Als titelverdediger mocht de club ook het jaar erna aantreden in de eindronde. In de kwartfinale tegen VfB Leipzig viel Leibold na 25 minuten uit met een beenblessure. Toch won Phönix met 1-2 en plaatste zich voor de halve finale, waar er zowaar een stadsderby gespeeld werd tegen KFV, dat al de Zuid-Duitse titel veroverd had. KFV kwam 2-0 voor en in de 65ste minuut maakte Beier de aansluitingstreffer maar dit kon niet beletten dat de stadsrivaal amper een jaar na Phönix ook de Duitse landstitel won. 
Hij sneuvelde tijdens de Eerste Wereldoorlog nabij het Franse Malancourt.